# Epitaph (label)
Pour les articles homonymes, voir Epitaph.
Epitaph, également appelé Epitaph Records, est un label discographique américain de punk rock et rock alternatif, basé à Hollywood, en Californie. Il est fondé en 1980 et dirigé par Brett Gurewitz, guitariste de Bad Religion. Gurewitz crée le label en trouvant le nom du groupe d'après une chanson du groupe King Crimson. 
Pendant les années 1980 et 1990, la plupart des groupes mis sous contrat par le label sont des groupes de punk rock. Depuis, plusieurs labels frères du groupe émergent tels que ANTI-, Burning Heart et Hellcat, mettant sous contrat des groupes beaucoup plus variés.

## Histoire

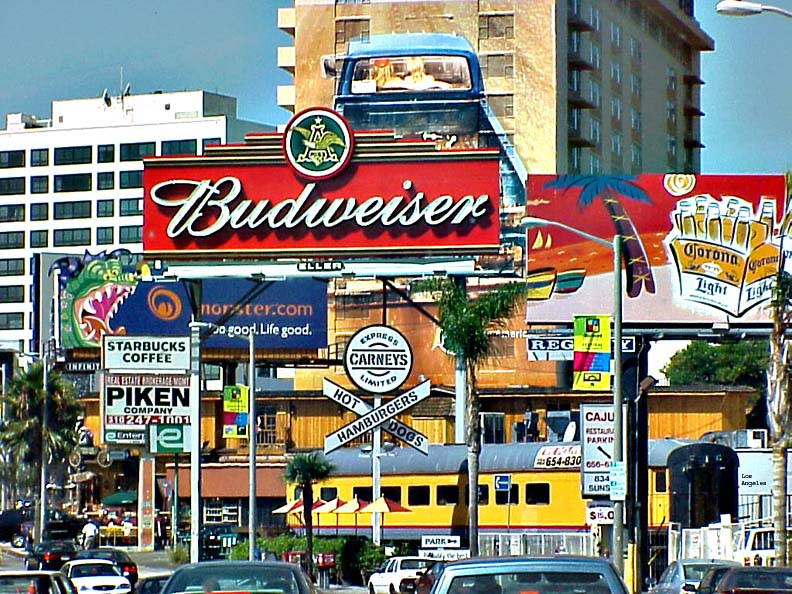
Sunset Blvd, Los Angeles, siège de Epitaph.

Brett Gurewitz lance Epitaph Records comme label pour son groupe Bad Religion. Son premier enregistrement s'intitule Bad Religion suivi de leur album How Could Hell Be Any Worse?. En 1987, Epitaph sort l'album L7 du groupe L7, l'album est distribué par Chameleon. En 1994, la notoriété du label devient de plus en plus grande, avec notamment la réussite des groupes The Offspring, NOFX et Rancid qui vendent leurs albums par millions. The Offspring vend près de 11 millions d'exemplaires de l'album Smash, ce qui devient l'album le plus vendu chez Epitaph (et le record de vente d'album sur un label indépendant).
Après de multiples disputes avec les membres du groupe Brett Gurewitz quitte Bad Religion, et s'occupe à plein temps du label. Bad Religion quitte Epitaph pour un autre label. En 2001, Brett Gurewitz revient à Bad Religion lorsque son groupe signe de nouveau à Epitaph Records faisant paraître cinq nouveaux albums : The Process of Belief en 2002, The Empire Strikes First en 2004, New Maps of Hell en 2007, The Dissent of Man en 2010, True North en 2013 et Age of unreason en 2019.
En 2002, à la suite de la renommée croissante du label, Gurewitz reçoit des propositions entre 50 et 100 millions $ pour racheter la moitié du label, à ce jour Gurewitz refuse toujours. En 2003, le label signe des groupes emo, de hip-hop et autres artistes issus de la scène rap. En 2005, Epitaph est ajouté à la liste officielle des membres de la RIAA parmi d'autres labels indépendants. La raison de ce listage est incertaine, mais certaines sources parlent d'un contrat de lutte contre le partage en P2P.
Le label est dirigé en famille : la femme de Brett, Gina, est éditrice en chef du label et tient régulièrement à jour les blogs et site des trois labels ANTI-, Burning Heart et Hellcat. Epitaph signe Weezer en 2010, et fait paraître leur album Hurley la même année. Le label signe Social Distortion la même année. Epitaph signe le groupe de punk australien Dangerous! (en) en 2011, puis le groupe de rock punk canadien Propagandhi.

## Groupes

### Groupes actuels
- Alesana
- Architects
- Bad Religion
- The Blackout
- The Boss
- Blessthefall
- The Bouncing Souls
- Bring Me the Horizon
- Busdriver
- Cadence Weapon
- The Color of Violence
- Converge
- The Coup
- Danger Doom
- Dangerous!
- Defeater
- The Draft
- Escape the Fate
- Every Time I Die
- Charles Ingram
- Falling in Reverse
- Farewell
- Frank Turner
- Frenzal Rhomb
- The Ghost Inside
- The Ghost of a Thousand
- The Higher
- Hepcat
- The Hot Melts
- I Am Ghost
- I Set My Friends On Fire
- La Dispute
- Leathermouth
- The Locust
- Magnolia Park
- The Matches
- Millencolin
- Michael Franti and Spearhead
- Motion City Soundtrack
- New Found Glory
- Our Last Night
- Parkway Drive
- Pennywise
- Punk-O-Rama (compilation)
- The Robocop Kraus
- Settle
- Set Your Goals
- Sing It Loud
- Sage Francis
- Social Distortion
- Sleeping With Sirens
- Ten Foot Pole
- Touché Amoré
- Thursday
- 1208
- U.S. Bombs
- Weezer

### Anciens groupes
- 1208
- 98 Mute
- 59 Times the Pain
- Agnostic Front
- Atmosphere
- ALL
- Beatsteaks
- The Black Clits
- Bombshell Rocks
- Bob Log III
- Burning Heads
- The Business
- Choking Victim
- Claw Hammer
- Coffin Break
- The Cramps
- Dag Nasty
- Daredevils
- Day Of Contempt
- Death By Stereo
- Deviates
- DeVotchKa
- DFL
- The Dillinger Four
- The Distillers
- Division Of Laura Lee
- Down by Law
- Dwarves
- Error
- Gallows (re-releasing old material in North America)
- Gas Huffer
- Green Day (re-releasing old material in Europe)
- Guttermouth
- H2O
- Heavens
- Heideroosjes
- Hell Is for Heroes
- The Hives
- Hot Water Music
- Humpers
- I Against I
- Ikara Colt
- Insted
- The (International) Noise Conspiracy
- The Joykiller
- Wayne Kramer
- L7
- Letlive
- Little Kings
- Looking Up
- Madball
- Matchbook Romance
- Midget Handjob
- Motion City Soundtrack
- The Morlocks
- New Bomb Turks
- NOFX
- The Offspring
- Osker
- Pete Philly and Perquisite
- The Pietasters
- Poison Idea
- Pulley
- Raised Fist
- Rancid (sur le sous-label Hellcat Records)
- Randy
- Red Aunts
- Refused
- Rich Kids on LSD
- Rontastic
- Ruth Ruth
- Satanic Surfers
- Scatter The Ashes
- The Seeing Eye Gods
- Social Distortion
- Some Girls
- The Special Goodness
- SNFU
- Straightfaced
- Ten Foot Pole
- Terrorgruppe
- Thelonious Monster
- Tom Waits
- Total Chaos
- Turbonegro
- Union 13
- U.S. Bombs
- Undeclinable Ambuscade
- Vanna
- The Vandals
- Vision
- Voice Of A Generation
- Vonland
- Youth Group (maintenant sur ANTI-)
- Zeke